# Delta de l'Indus
El delta de l'Indus (en sindhi, سنڌو ٽڪور) és un delta fluvial que es forma quan el riu Indus desemboca a la mar d'Aràbia, principalment a Sindh, una província del sud de Pakistan, amb una petita porció a la regió de Kutch de la punta occidental de l'Índia.
El delta comprèn una superfície d'uns 41.440 km² (amb una part activa de 6.000 km²), i té aproximadament 210 km de longitud en la direcció on es troba amb el mar. La regió té un clima àrid i només rep entre 250-500 mm de pluja en un any normal. El delta és la llar dels majors boscos de manglars de clima àrid al món, així com de moltes aus, peixos i del dofí de l'Indus (Platanista gangetica minor).
Des de la dècada de 1940, el delta ha rebut menys aigua com a resultat dels projectes d'irrigació a gran escala que deriven grans quantitats d'aigua del riu abans que aquest arribi al delta. El resultat ha estat catastròfic per al medi ambient i la població local. Com a resultat, les inundacions del Pakistan de 2010 van ser considerades com una «bona notícia» per a l'ecosistema i la població del delta del riu, ja que van portar al delta la tan necessària aigua dolça.
El 2003, es va estimar que la població de la part activa del delta era d'unes 900.000 persones. La major part de la població depèn de l'agricultura i la pesca. Els manglars proporcionen llenya, usada com a combustible. Molts antics assentaments al delta han estat abandonats a conseqüència de la manca d'aigua a l'Indus i la inundació de la mar d'Aràbia.

## Història
Segons alguns relats, la flota macedònia d'Alexandre el Gran va ancorar durant algun temps al delta del riu Indus. Va ser danyada per un tsunami generat per un terratrèmol davant la costa de Makran en l'any 325 aC.

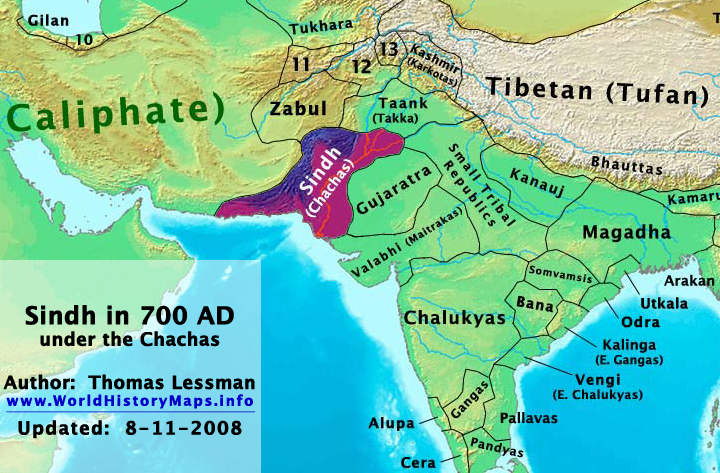
Els sind a l'any 700, sota la dinastia dels Raja. Es pot veure el califat omeia avançant cap a la frontera occidental de l'Índia

Segons el Tarikh-i-Hind (també conegut com el Chach Nama) pel segle VI existia un port anomenat Debal on actualment és la part occidental del delta de l'Indus. Debal també semblava ser la base dels pirates la tribu Nagamara. Aquests pirates atacaven als omeies, i la negativa del príncep regnant, Raja Dahir (راجا ڏاھر), a solucionar el problema va precipitar la conquesta musulmana al voltant de 710 per Muhàmmad ibn al-Qàssim. Debal va seguir sent un port i l'última esment que hi ha constància és de l'any 1223. Quan Ibn Batuta va arribar al delta de l'Indus, Debal ja havia sigut abandonada preventivament per garantir l'accés al mar a causa del augment dels bancs de sorra.
Durant els abbàssides, el califat Rashidun va començar a desintegrar-se, i el delta va quedar sota el control de la província cada vegada més autònoma centrada en Mansura. La part oriental del delta va ser fins i tot més independent i va quedar controlada per la tribu de soomro fins al 1053, quan la regió va quedar sota el control d'Alauddin Khilji, de la dinastia Khilji del sultanat de Delhi. La tribu va tenir diverses capitals, però cap d'elles està poblada actualment. En 1333, la dinastia Samma va governar tot el delta, i va establir la seva capital per primera vegada en Samu-i (en el marge sud del llac Keenjhar) i més tard a Thatta. Va ser durant el control d'aquesta dinastia quan va tenir lloc al delta i al Sind la «edat daurada del govern natiu» (1461-1509), sota el govern de Jam Nizamuddin II (ڄام نظام الدين عرف).
Entre 1591-1592, l'imperi mogol va lliurar una campanya perquè el Baix Sind quedés sota el seu domini, el que va resultar en que el delta va quedar sota la província de Multan i governat per Mirza Beg Ghazi (میرزا غازى بیگ ترخان). En 1739, la regió, juntament amb moltes altres, va ser cedida a Nàdir-Xah Afxar (نادر شاه افشار). Els kalhora van governar la regió fins 1783. El poder va ser llavors transferit als talpures fins que els britànics van envair la regió en 1843. En 1947, el delta de l'Indus, juntament amb la resta de Sind, es va convertir en part de Pakistan.
Des de 1957, el Departament de Vida Silvestre i Bosc de Sind (Sindh Forest and Wildlife Department) s'ha encarregat de la protecció i la gestió de 280.580 hectàrees (45% estimat) de la superfície boscosa del manglar del delta de l'Indus. El 1973, 64.405 hectàrees (11%) van ser transferides a Port Qasim. La Sindh Board of Revenue continua gestionant 272.485 hectàrees (44%) de la zona. Aquesta última zona es caracteritza per estar «sense protecció».

## Geografia
La longitud estimada de la línia de costa del delta amb la mar d'Aràbia (longitud màxima en direcció de la costa) és aproximadament de 210 km, 220 km, i 240 km. A causa que el curs del riu Indus ha canviat en diferents punts al llarg de la història, hi ha una «regió activa» i una «regió total» (totes les àrees que una vegada van ser part del delta). La superfície total s'estima en 29.524 km², 30.000 km² i 41.440 km². L'àrea activa s'estima en 4.762 km², i 6.000 km². La longitud total del delta al llarg de l'eix de l'Indus s'estima en 240 km, mentre que el delta actual s'estén des del mar d'Aràbia fins al sud de Thatta (~ 100 km). En aquest moment hi ha 17 rierols importants i nombrosos rierols de menor importància.

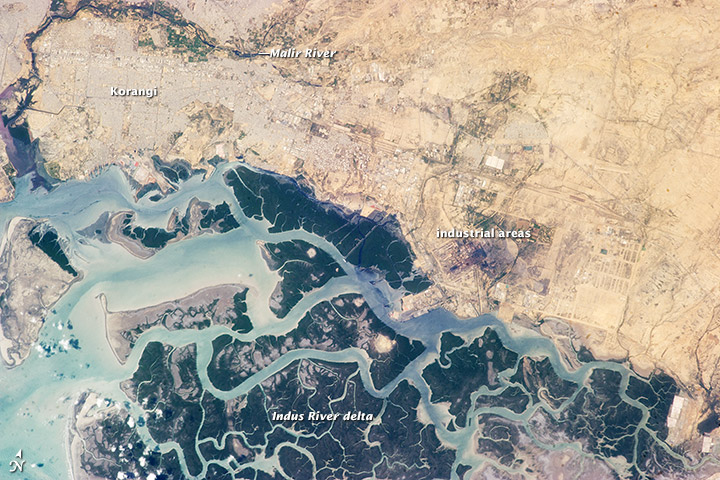
Delta de l'Indus i Korangi

El delta rep gairebé tota la seva aigua del riu Indus, que té un flux anual d'aproximadament 180 hm³, i que va acompanyada de 400 milions de tones de llot. Des de la dècada de 1940, s'han construït al riu Indus moltes preses, dics i obres de reg; de fet, el Banc Mundial ha caracteritzat aquests treballs com «els més grans del món» i al sistema d'irrigació de la conca de l'Indus (Indus Basin Irrigation System) com el «major sistema de reg continu desenvolupat durant els últims 140 anys» en arreu del món. Això ha servit per reduir el flux d'aigua i en 1994 només era de 43 hm³, amb una quantitat anual de llim descarregat estimat en 100 milions de tones. Des de 1994, el flux d'aigua ha disminuït encara més, ja que s'ha assignat al Panjab una proporció més alta de l'aigua.
El clima del delta és àrid i només rep 250-500 mm de pluja en un any normal. Les temperatures mitjanes a la regió del delta estan entre els 21-30 °C, al juliol, i els 10-21 °C al gener. Durant l'estiu, el delta experimenta intensos vents monsònics del sud-oest, que fan que parts del delta quedin cobertes per l'aigua del mar. Quan aquestes aigües es retiren, deixen sals al terra del delta. Durant l'hivern els vents al delta venen del nord-est.
Els vents monsònics d'estiu també contribueixen a elevar els nivells d'energia de les onades. De fet, el delta està sotmès a la major acció de les onades de qualsevol delta fluvial del món; la quantitat d'energia de les onades que rep el delta de l'Indus en un sol dia és més gran que la rebuda pel delta del Mississipi en un any. Al llarg de la història, el delta ha sobreviscut a aquesta acció de les onades a causa de la gran descàrrega d'aigua dolça que contraresta l'erosió de l'impacte de les onades. Aquesta gran quantitat d'energia de les onades, juntament amb la manca de llim que flueix des del riu Indus (com s'ha esmentat anteriorment), ha donat lloc a la formació de platges de sorra.
El riu Indus va començar a formar-se fa al voltant de 50 milions d'anys i fa uns 25 milions d'anys, es va aixecar la plana de l'Indus.

## Biodiversitat

### Flora
Els boscos de manglars són una de les comunitats ecològiques més abundants del delta, però han disminuït al llarg dels anys. Segons Haq et al., van cobrir una superfície de 600.000 hectàrees fins a la dècada de 1980 i es poden trobar al llarg dels 240 km de tota la costa, al 40% de la zona de marees i en el 10% de la plana deltaica. Memon informa que l'àrea dels manglars era de 263.000 hectàrees el 1977 i de 158.500 hectàrees el 1990. Tots dos coincideixen que eren el sisè bosc de manglar del món. Anteriorment havia vuit espècies de manglars, tot i que ara només queden quatre: Aegiceras corniculatum, Avicennia marina, Ceriops tagal i Rhizophora mucronata. Entre elles, l'Aegiceras corniculatum constitueix el 99% de la població de manglars. Des de 2007, els manglars del delta de l'Indus són els majors boscos de manglars de clima desèrtic al món.
L'Arthrocnemum macrostachyum també es troba creixent al delta.

### Fauna
El delta del riu Indus és una important regió per a la migració d'aus aquàtiques, i és una zona rica en fauna d'aigua dolça. El dofí de l'Indus (Platanista gangetica minor), una espècie en perill d'extinció que habita al delta, té poca necessitat d'ulls i està realment cec a causa que la llum no penetra en l'aigua tèrbola de l'Indus (causat pels sediments).
Al delta es troben nombroses espècies endèmiques de peixos: Indus Baril (Barilius modestus), garua Indus (Clupisoma naziri) i Rita bagra (Rita rita). El delta està habitat per diversos peixos cap de serp, inclòs el cap de serp gegant (Channa marulius), que creix fins als 2 m de llarg i que s'alimenta de peixos locals, granotes, serps, insectes i cucs de terra (i es diu que fins i tot d'aus aquàtiques). El peix hilsa (Tenualosa ilisha), que pot nedar fins a 71 km per dia, estacionalment migra des del mar Aràbic per fresar a les regions d'aigua dolça del delta.

### Amenaces
El flux natural de l'aigua i de fèrtils sediments des del riu Indus cap al delta s'ha vist obstaculitzat degut a la construcció de preses al llarg del riu. La reducció d'aigua dolça a causa de les preses també ha augmentat la seva salinitat, fent que les aigües del delta siguin inadequades per a les espècies d'aigua dolça. En el cas del dofí de l'Indus, la construcció de preses ha separat la població de dofins del delta dels dofins aigües amunt. 

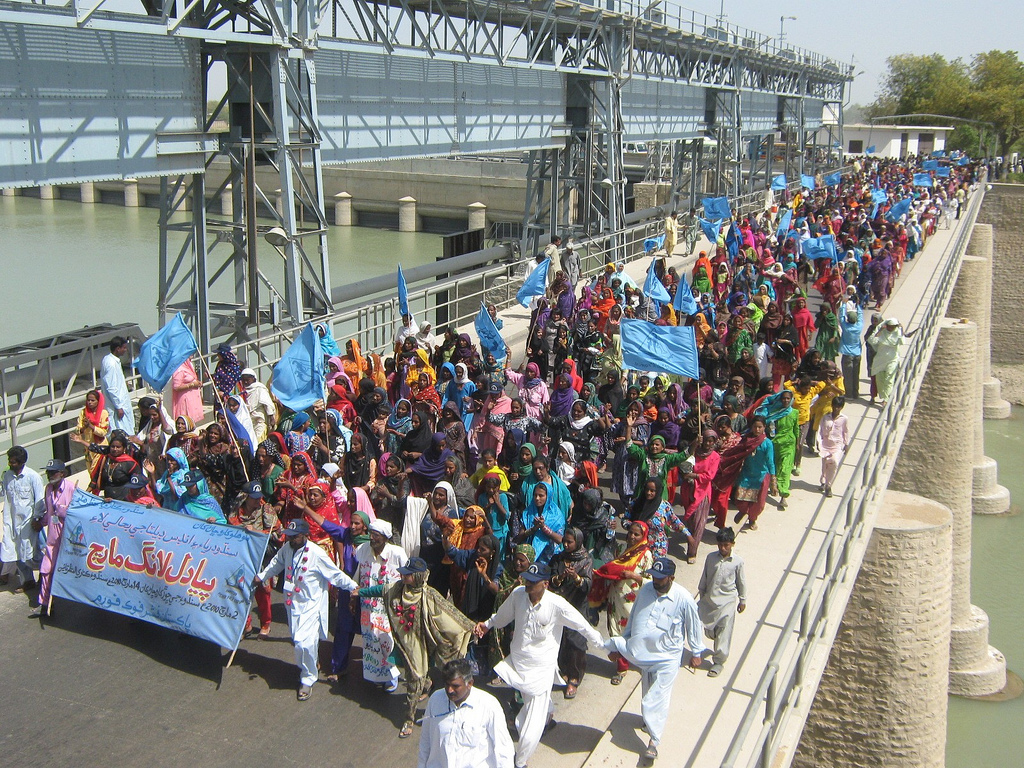
Marxa pakistaní del 2 de març al 14 de març de 2010, demanant la rehabilitació del delta de l'Indus.

Les inundacions del Pakistan de 2010 van ser considerades com una «bona notícia» per a l'ecosistema del delta del riu, ja que van portar un excés de la molt necessària aigua dolça. El govern de Sind va anunciar que s'havien plantat 8.000 hectàrees de boscos de manglars i que considerava fer més plantacions (però, el delta ha perdut 170.000 hectàrees de manglars en els darrers 50 anys).
El delta s'enfronta a la contaminació tant del mar (contaminació marina) com del riu Indus (contaminació de l'aigua). Els abocaments químics al riu amenacen moltes espècies. La major part d'aquests abocaments són aigües d'escorrentia de l'agricultura, amb pesticides i fertilitzants. El delta s'enfronta també a la contaminació del mar Aràbic. Karachi, la ciutat més gran del Pakistan, allibera les aigües residuals i descàrrega les aigües de la indústria al mar Aràbic, sent la major part d'elles tractades. Tant el port de Karachi com Port Qasim suporten importants tràfics marítims, el que resulta en la descàrrega de petroli, algunes de les quals arriben al delta. Tota aquesta contaminació redueix la qualitat de l'aigua del riu i provoca l'eutrofització i la fragmentació de l'hàbitat.
A la llum de les amenaces, el delta de l'Indus va ser declarat «lloc Ramsar» el 5 de novembre de 2002. El WWF està treballant i investigant mètodes de conservació per alleujar l'escassetat d'aigua dolça al delta de l'Indus.

## Població

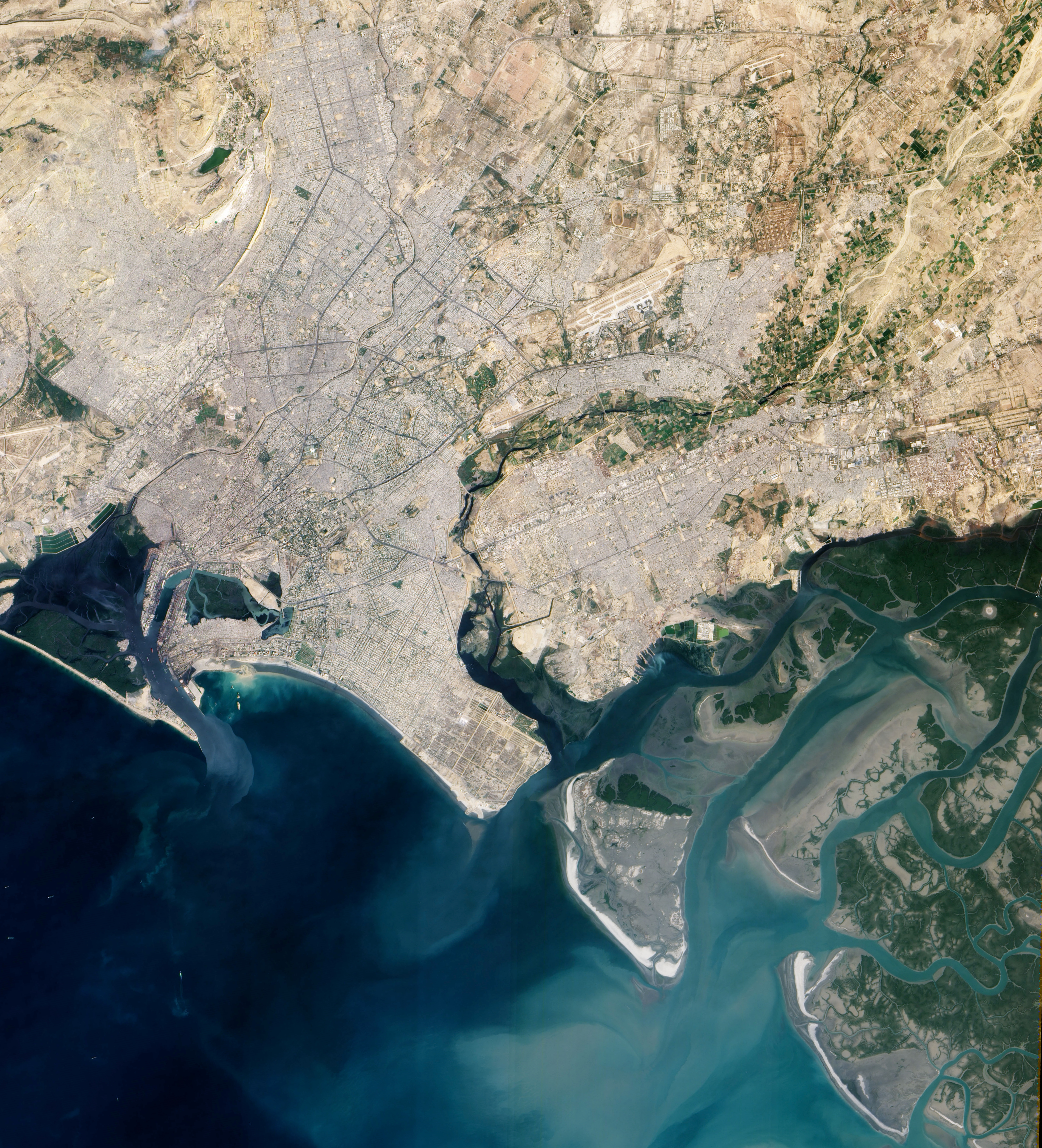
Karachi (al centre de la imatge) està situat al llarg de la vora occidental del delta del riu Indus (a baix a la dreta).

Es calcula que la població del delta el 2003 era de 900.000 persones (la població total dels manglars del delta de l'Indus - mar d'Aràbia era de 1,2 milions de persones). Al delta del riu, prop de 140.000 persones (el 16% de la població) depèn dels manglars per al seu manteniment, i el 60% depèn dels boscos per obtenir combustible. Almenys el 75% de la població activa al delta depenen de la indústria pesquera. La població pateix de la manca d'instal·lacions sanitàries i de personal mèdic. Només al voltant d'un terç de la població té accés a l'aigua potable.
Els grups ètnics del Baix Sind que es troba a la regió del delta són: mallaah, mohano, soomro, samma i jat. Tots aquests grups parlen sindhi i sigueixen l'islam.
El delta està dins dels districtes de Thatta i Badin de la província Sind. La cinquena ciutat pakistanesa, Hyderabad, es troba a uns 130 km al nord de la desembocadura de l'Indus. Es troben ciutats en tot el delta, però no hi ha ciutats grans al delta al sud d'Hyderabad. Karachi, la ciutat més gran del país, es troba a l'oest del delta, a la costa de la mar d'Aràbia.
Les inundacions del Pakistan de 2010 van desplaçar a gairebé 1 milió de persones al sud de la província de Sind, inclosos els que vivien al delta. Malgrat aquest desplaçament i d'altres destruccions causades a la resta del país, moltes persones al delta van considerar les inundacions com una «bona notícia»; els pobladors van informar de l'abundància d'aigua dolça per beure i per a l'agricultura, i els pescadors van informar un augment en les seves captures.

### Economia
L'economia del delta consisteix en l'agricultura i la pesca. El 2005, més de 140.000 hectàrees de terra es dedicaven a l'agricultura, principalment per al cultiu d'arròs, seguit de la canya de sucre i el blat. També es cultiva ordi, cigrons, llavors oleaginoses, blat de moro, mill, cotó i sorgo. També creixen al delta fruites, com coco, mango, figa, magrana, poma, préssec, meló, plàtan, guaiaba i papaia. El delta també té grans pastures per al pasturatge de bestiar.
El 2003 la pesca també va ser una important font d'ingressos. Les captures de peixos dependents del manglar van ser valorades en 20 milions de dòlars anuals, gambetes en 70 milions de dòlars i crancs a 3 milions de dòlars.

### Migració
Com a resultat de la degradació dels recursos, ha tingut lloc un gran èxode de persones des del delta de l'Indo. Altaf Memom estima que 90.000 persones han estat desplaçades i que unes 120 aldees han quedat despoblades. Una de les raons esgrimides és l'escassetat d'arbustos i plantes locals que s'utilitzen per a la preparació de diversos materials (sobretot pels habitants jat). D'altres han emigrat a causa de la falta d'aigua potable. El Fòrum de Pescadors del Pakistan (Pakistan Fisherfolk Fòrum) estima que 14.400 persones de la costa del delta, la majoria d'ells pescadors, es troben entre els que han deixat.
Kharochan, va ser una bulliciosa ciutat al delta fins a la dècada de 1970. El seu port es feia servir per exportar productes cultivats localment, com la seda, l'arròs i la fusta. No obstant això, la salinitat creixent va destruir l'agricultura local i el port es va perdre al mar d'Aràbia, que el va envair l'any 2006.

### Desenvolupament sostenible
El 2009, el Fons Mundial per a la Natura (WWF) va construir un gran dipòsit d'aigua (12.000 litres de capacitat) al poble de Tippin (a Keti Bandar) i uns pocs tancs plàstics d'emmagatzematge (amb una capacitat de 4.000 litres). També va establir panells solars de 200 watts per proveir d'electricitat a una escola. Finalment es van instal·lar dues turbines eòliques de 500 watts. L'electricitat abans no estava disponible a causa de l'alt cost d'establir línies d'energia en una àrea de difícil accés.
El 2010, la Sindh Radiant Organization, en col·laboració amb la WWF, va instal·lar una planta dessalinitzadora amb energia solar desenvolupada pel Consell d'Investigacions Científiques i Industrials Pakistanès (PCSIR) en el llogaret de Jat Mohammad. La planta és capaç de proporcionar 150 litres d'aigua potable cada dia. Tot i que la planta no és suficient per satisfer les necessitats de tot el poble, el Ministeri de Ciència pakistanès i altres ONG han mostrat interès en replicar-la per alleujar l'escassetat d'aigua al delta. La Research and Development Foundation, una ONG pakistaní,també ha començat a implementar la dessalinització solar en sis llogarets de Thatta amb fons d'Oxfam.
La Comissió econòmica i social de les Nacions Unides per a Àsia i el Pacífic (United Nations Economic and Social Commission for Àsia and the Pacific, UNESCAP o ESCAP) ha estimat el potencial de generació d'electricitat per aprofitament de l'energia dels corrents de marea al llarg de 170 km de línia costanera del delta a 100 kW.

## El conflicte pesquer indo-pakistaní

La línia verda és la frontera segons afirma Pakistan, la línia vermella és un límit reclamat per l'Índia. Mapa no a escala

Els pescadors pakistanesos al delta s'han enfrontat cada vegada amb més detencions en aigües de l'Índia per pèrdues accidentals durant la pesca. Els pescadors s'han vist obligats a pescar prop de la frontera com a resultat de la destrucció dels ecosistemes a la resta del delta. Com que els límits entre l'Índia i el Pakistan estan mal delimitats en algunes àrees (per exemple, Sir Creek), els pescadors sovint no saben quan han creuat la frontera.
Les ONG diuen que sota les lleis índies, el pescador pot fer front, com a màxim, a tres mesos de presó i a una multa de 12.$ No obstant això, la majoria són empresonats un any i els seus vaixells es venen en subhasta. Els pescadors indis que creuen a Pakistan s'enfronten a una pena similar.